# Ashikaga (miasto)
Ashikaga (jap. 足利市 Ashikaga-shi) – miasto w Japonii, na wyspie Honsiu, w prefekturze Tochigi. Ma powierzchnię 177,76 km². W 2020 r. mieszkało w nim 144 796 osób, w 61 353 gospodarstwach domowych  (w 2010 r. 154 462 osoby, w 59 094 gospodarstwach domowych).

## Przemysł
W mieście rozwinął się przemysł włókienniczy, chemiczny oraz maszynowy.

## Zabytki
Najstarsza szkoła w Japonii - Ashikaga Gakkō (足利学校)
Świątynie buddyjskie: 
- Banna-ji (鑁阿寺)
- Gyōdōsan-jōin-ji (行道山浄因寺)

Chram shintō:
- Orihime-jinja (織姫神社)

## Miasta partnerskie
- Stany Zjednoczone: Springfield
- Chiny: Jining